# Konrád Francký
Konrád III. Sálský (12. února 1074 klášter Hersfeld – 27. července 1101 Florencie) byl římskoněmecký král v letech 1087–1098 a italský král v letech 1093–1098. Krom toho byl v letech 1076–1087 dolnolotrinský vévoda a turínský markrabě.

## Život
Konrád se narodil v Hersfeldu jako druhý syn císaře Svaté říše římské Jindřicha IV. a Berty Savojské. Ve dvou letech věku se stal následníkem svého otce a na úkor Godefroye z Bouillonu zároveň dolnolotrinským vévodou. V dětství byl sveřen do péče arcibiskupa Theobalda z Milána a prožil je v Itálii.
Královská korunovace proběhla 30. května 1087 v Cáchách. Roku 1093 se Konrád pod vlivem markraběnky Matyldy Toskánské přidal na stranu papeže - nepřítele svého otce. Ve stejném roce byl korunován italským králem v Miláně. V roce 1095 na koncilu v Piacenze obvinil svého otce, že byl členem nikolaitské sekty. Urban II. mu na oplátku zajistil císařskou korunovaci. Téhož roku Urban II. schválil Konrádovo manželství s dcerou sicilského hraběte Rogera I. Konstancií. Na kroky svého syna reagoval Jindřich IV. v dubnu 1098 svoláním říšského shromáždění v Mohuči. Konráda sesadil a svým následníkem učinil mladšího syna Jindřicha. To mohlo mít ovšem jen stěží vliv na Konrádovo mocenské postavení v Itálii. Konrád zemřel ve věku 27 let a byl pohřben v katedrále Santa Reparata, kde dnes stojí dóm Santa Maria del Fiore.